# Тібекін Едуард Петрович
Едуард Петрович Тібекін (17 жовтня 1991, с. Котівка, Україна — 7 липня 2022, Донецька область, Україна) — український військовослужбовець, солдат Збройних сил України, учасник російсько-української війни. Кавалер ордена «За мужність» III ступеня (2023, посмертно). Почесний громадянин міста Тернополя (2022, посмертно).

## Життєпис
Едуард Тібекін народився 17 жовтня 1991 року в селі Котівці, нині Копичинецької громади Чортківського району на Тернопільщині.
Служив стрільцем-санітаром. Загинув 7 липня 2022 року у важких боях з окупантами на Донеччині.
Залишилася дружина та батьки.

## Нагороди
- орден «За мужність» III ступеня (8 листопада 2023, посмертно) — за особисту мужність, виявлену у захисті державного суверенітету та територіальної цілісності України, самовіддане виконання військового обов'язку[1];
- почесний громадянин міста Тернополя (14 листопада 2022, посмертно)[2][3].